# Nouvelle Mosquée (Thessalonique)
Ne doit pas être confondu avec Nouvelle Mosquée (Lárissa).
La Nouvelle mosquée (en turc : Yeni Camii ; en grec moderne : Γενί Τζαμί, Yení Tzamí) est une mosquée historique de Thessalonique, en Grèce, fondée par la communauté Dönme, en 1902.

## Histoire
Elle a été construite dans le quartier de Hamidiye par un architecte italien, Vitaliano Poselli (en) en 1902 pour la communauté Dönme de la ville, des Juifs convertis à l'Islam en suivant l'exemple du supposé messie Sabbataï Zvi, ayant conservé des traits du judaïsme (crypto-judaïsme).
La Nouvelle mosquée est la dernière mosquée construite à Salonique sous les souverains ottomans.
Elle relève de l'architecture éclectique et présente un mélange d'architecture Art nouveau et mauresque qui commence par un vitrail au-dessus de la porte et se poursuit par des arcs arrondis, pour se terminer par une frise de toit ornementale à arêtes triangulaires vives et flanquée de deux tours d'horloge en bois, décorées avec plusieurs étoiles de David. Les hautes fenêtres dont certaines en ogives sont gardées par des colonnades plates encastrées (pilastres). Son intérieur est celui d'une synagogue ibérique à décor mauresque or sur blanc.
Lorsque les Dönme ont dû quitter la ville au cours de l'échange de population entre la Grèce et la Turquie, son minaret lui a été retiré en 1922 et le bâtiment a été utilisé pour abriter le Musée archéologique de Thessalonique, de 1925 à 1962, lequel s'est déplacé ensuite à quelques centaines de mètres à l'ouest,. 
Elle est classée en 1938.
En 1963, l'endroit gagne un bâtiment supplémentaire acheté par le ministère de la culture et du tourisme. 
De nos jours, on peut admirer dans la cour une collection de sculptures en marbre de l'époque romaine et du début du christianisme.  
De nos jours, l'édifice appartient à la municipalité de Thessalonique et accueille des expositions d'art et divers autres événements culturels. Depuis 2012, la mosquée est rendue au culte lors des deux grandes fêtes musulmanes.

## Galerie

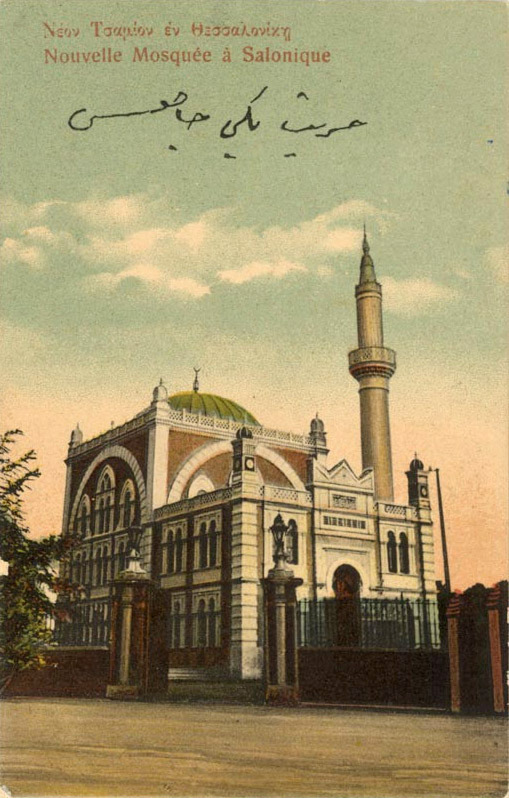
Carte postale, début du XXe.
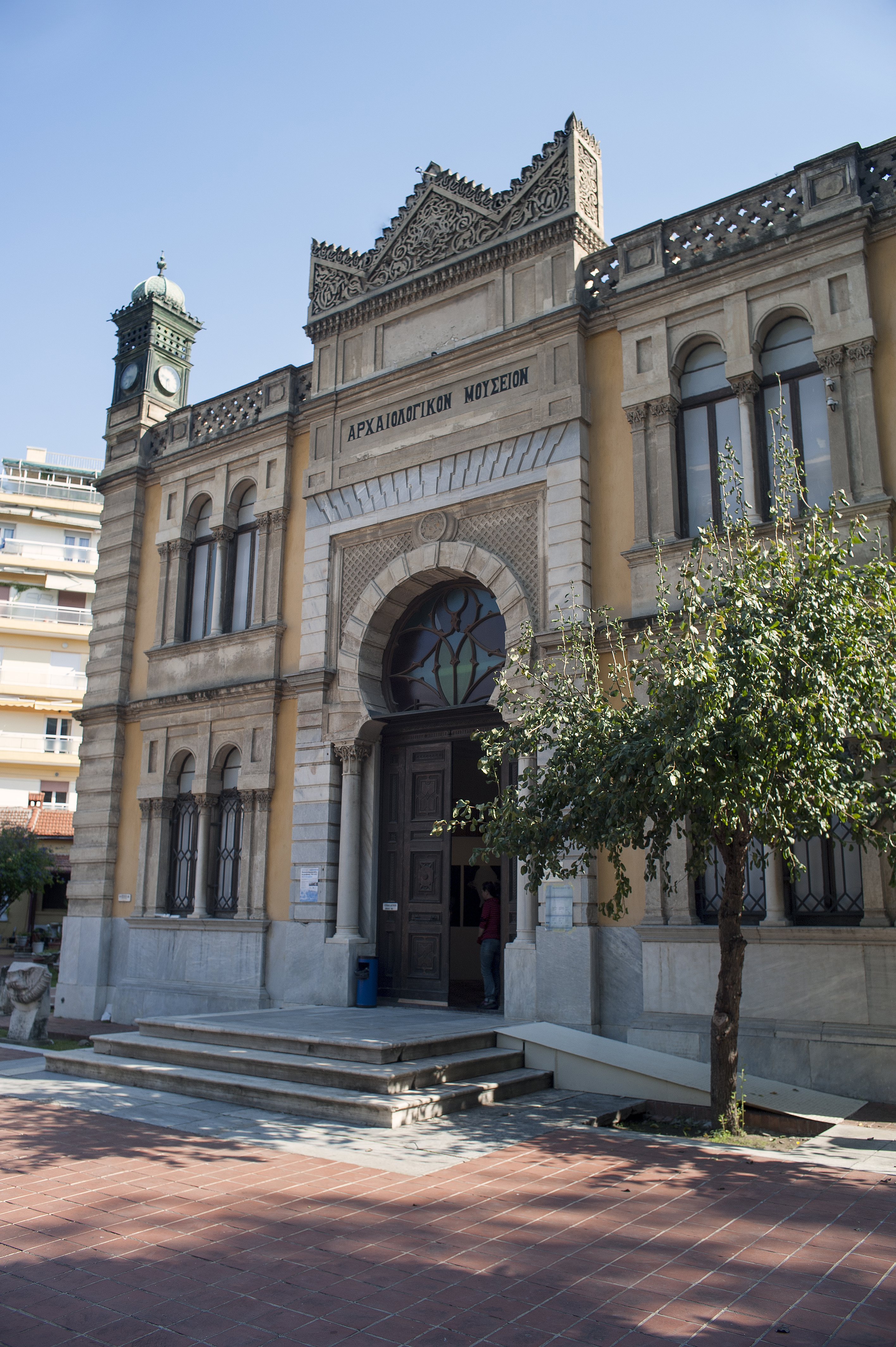
Extérieur de la mosquée.
Vue en contre-plongée.
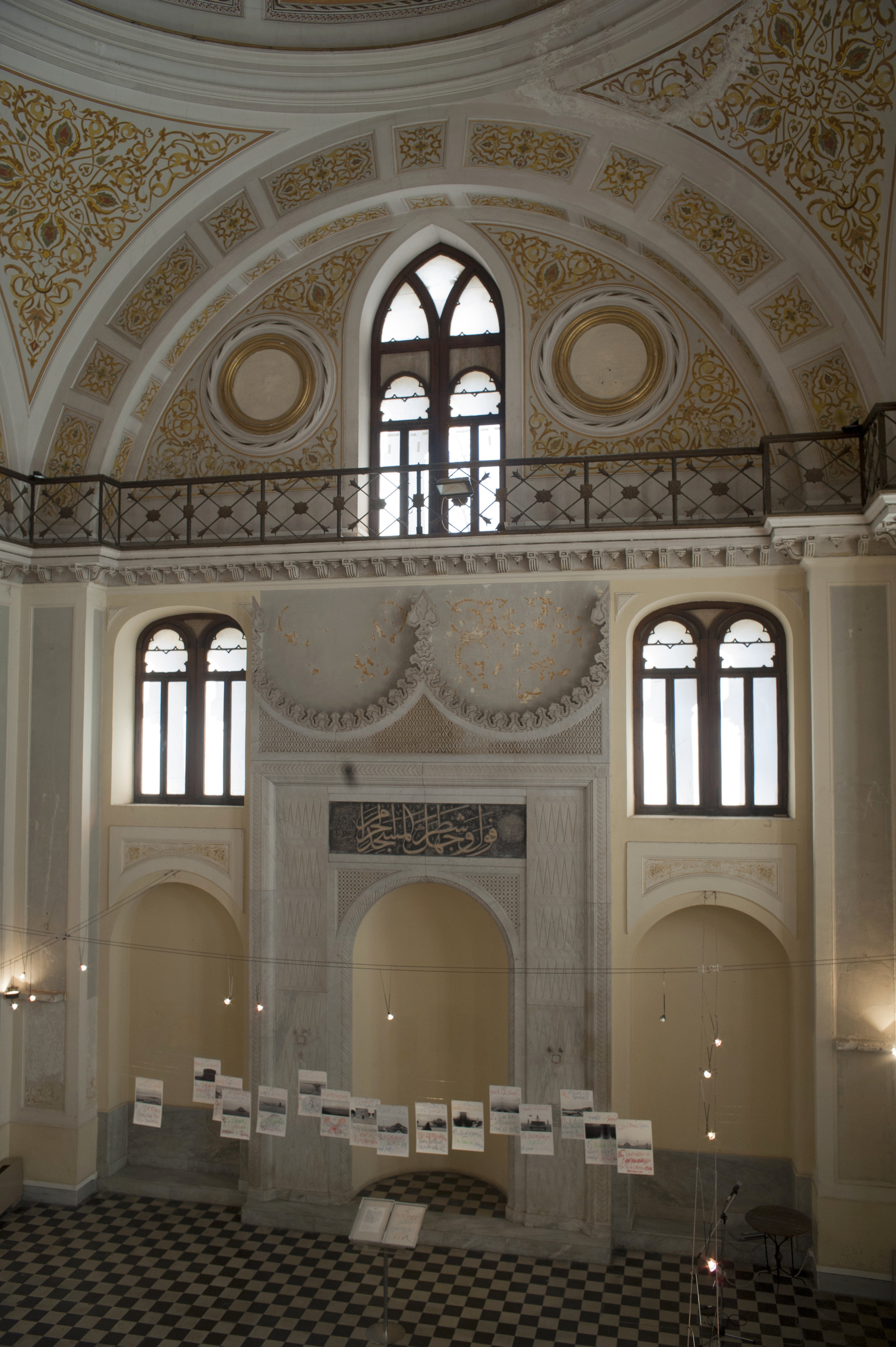
Mihrab à l'intérieur.
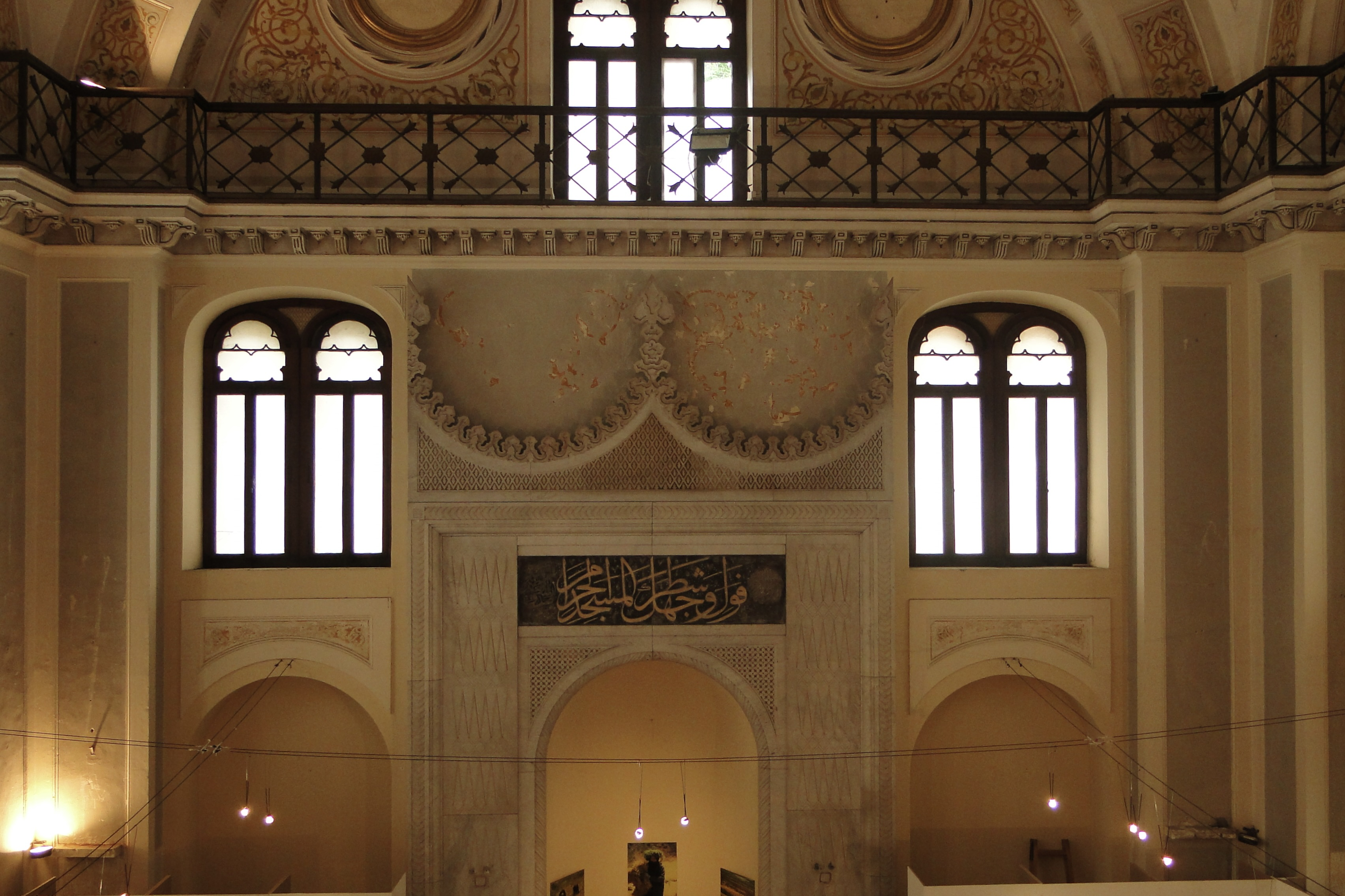
Intérieur.
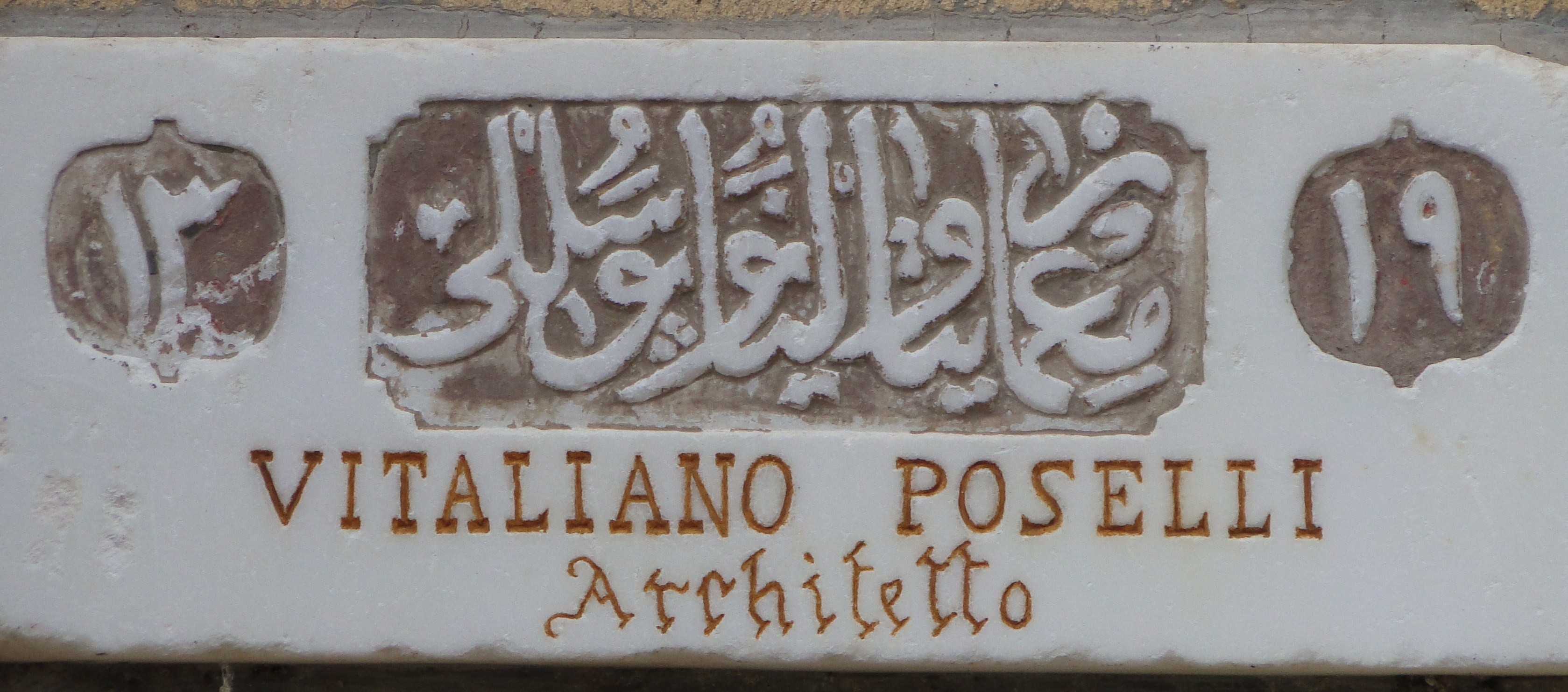
Sceau de l'architecte Poselli.